# جوان غولدستاين
جوان غولدستاين (بالإنجليزية: Joanne Goldstein)‏ هي محامية أمريكية، ولدت في 1950.